# Getting to Philosophy

Fent un rastreig a la Viquipèdia en anglès des d'un article aleatori i arribant al de Filosofia

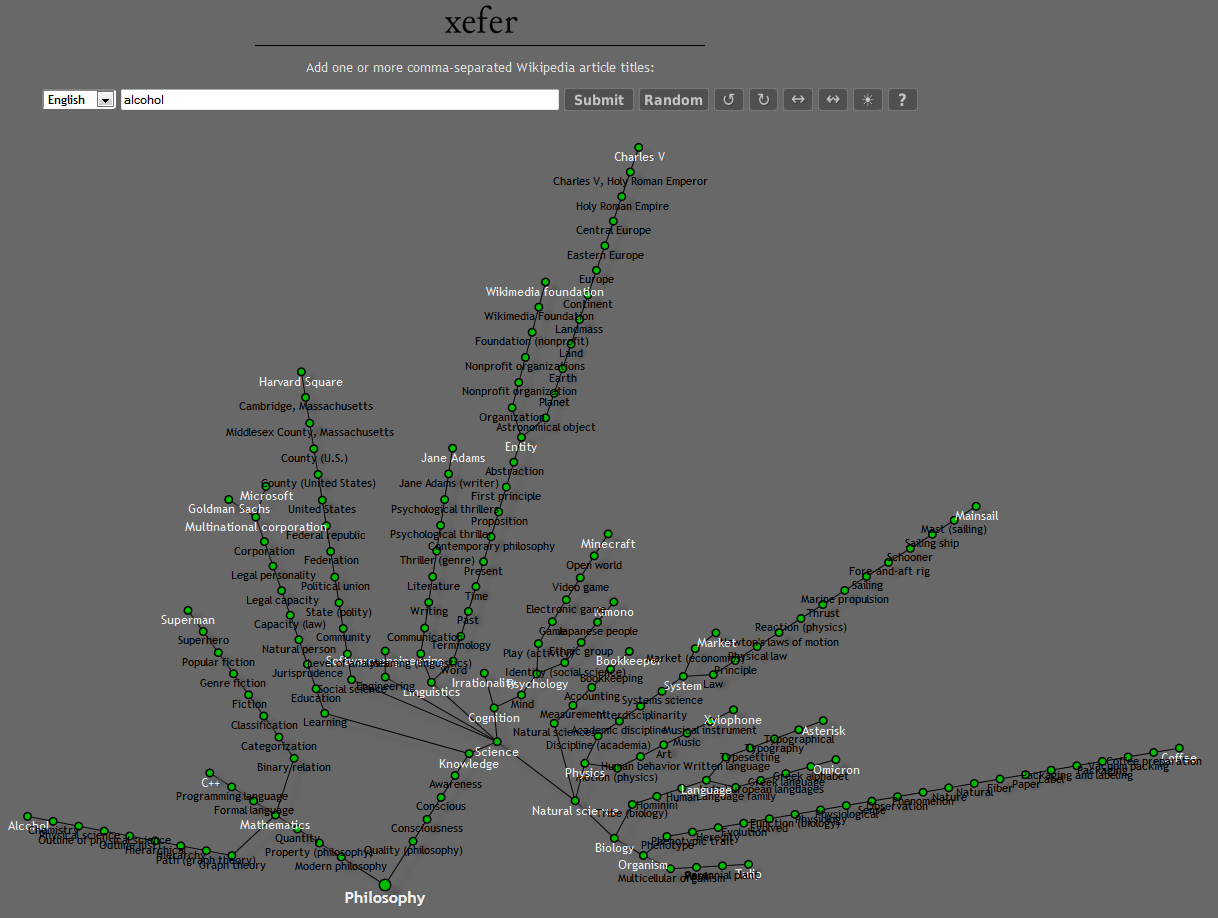
Gràfic creat (cap a l'abril de 2015) amb l'eina Xefer

Getting to Philosophy, també anomenat The Wikipedia Philosophy Game, és un fenomen que consisteix en el fet que quan es fa clic al primer enllaç del text principal d'un article de la versió anglesa de la Viquipèdia, i després es repeteix el procés per a articles posteriors, normalment s'arribarà a l'article «Philosophy», és a dir, Filosofia. La resta d'articles condueixen a un article sense cap enllaç disponible per seguir clicant, o s'embussen en bucles. El febrer de 2016, el 97% de tots els articles de la Viquipèdia anglesa acabaven portant a aquest article, un increment respecte al 2011, que n'era un 94,52%.
Hi ha hagut algunes teories sobre aquest fenomen, i la més important és la tendència a que les pàgines de la Viquipèdia puguin anar cap a una "cadena de classificació". D'acord amb aquesta teoria, el llibre d'estil de la Viquipèdia sobre com escriure la secció d'introducció d'un article recomana que l'article comenci per definir el tema de l'article, de manera que el primer enllaç de cada pàgina portarà el lector de manera natural a un assumpte més ampli, acabant finalment en pàgines de gran abast com Matemàtiques, Ciència, Llenguatge i, per descomptat, Filosofia, sobrenomenada "mare de totes les ciències".

## Mètode resumit
Seguir la cadena consta de: 
1. Feu clic al primer enllaç sense cursiva i que no es trobi entre parèntesis.
2. Ignoreu enllaços externs, enllaços a la pàgina actual o enllaços vermells (enllaços a pàgines inexistents).
3. Atureu-vos en arribar a "Filosofia", a una pàgina sense enllaços, o quan es produeix un bucle.

La matemàtica i divulgadora Hannah Fry va demostrar el mètode a la secció «'Marmalade', 'socks' and 'One Direction'» del documental de la BBC 2016 The Joy of Data.

## Orígens
El fenomen es coneix des d'almenys el 26 de maig de 2008, quan l'usuari Mark J va crear una primera versió de l'article que esteu llegint i on feia constar aquest fenomen. Dos dies després, es va esmentar a l'episodi 50 del podcast Wikipedia Weekly, que en podria haver estat la primera menció pública.